# Метасиликат кадмия
Метасиликат кадмия — неорганическое соединение,
соль кадмия и кремнёвой кислоты с формулой CdSiO3,
бесцветные кристаллы,
не растворяется в воде.

## Получение
- Сплавление (спекание) стехиометрических количеств оксидов кремния и кадмия:

{\displaystyle {\mathsf {CdO+SiO_{2}\ {\xrightarrow {1000^{o}C}}\ CdSiO_{3}}}}

## Физические свойства
Метасиликат кадмия образует бесцветные кристаллы
моноклинной сингонии,
пространственная группа P 21/c,
параметры ячейки a = 0,69463 нм, b = 0,72563 нм, c = 1,50697 нм, β = 94,791°, Z = 12.
Не растворяется в воде.

## Применение
Легированный редкоземельными элементами метасиликат кадмия используется как люминофор.